# Mikroregion Joinville

Mikroregion Joinville

Mikroregion Joinville – mikroregion w brazylijskim stanie Santa Catarina należący do mezoregionu Norte Catarinense. Ma powierzchnię 3.017,0 km²

## Gminy
- Araquari
- Balneário Barra do Sul
- Corupá
- Garuva
- Guaramirim
- Itapoá
- Jaraguá do Sul
- Joinville
- Massaranduba
- São Francisco do Sul
- Schroeder